# Régiment colonial de chasseurs de chars
Le régiment colonial de chasseurs de chars (ou RCCC) est une unité de l'armée française créée en 1943 et qui participa à la libération de l'Europe au sein de la 1re armée française commandée par le général de Lattre.

## Création et différentes dénominations
- 1er juin 1943 : création, à Thiès au Sénégal, du 2e régiment colonial de reconnaissance (RCR 2) au sein de la 2e DIC qui deviendra en juillet la 10e DIC
- 6 octobre 1943 : devient, à Casablanca, le régiment mixte d’infanterie coloniale de l’Afrique occidentale française (RMIC AOF)
- 1er mars 1944 : devient le régiment colonial de chasseurs de chars (RCCC)
- 1959 : 1er régiment blindé d'infanterie de marine (1er RBIMa)
- 28 février 1963 : dissolution du régiment.

## Historique des garnisons, combats et batailles

### Seconde Guerre mondiale

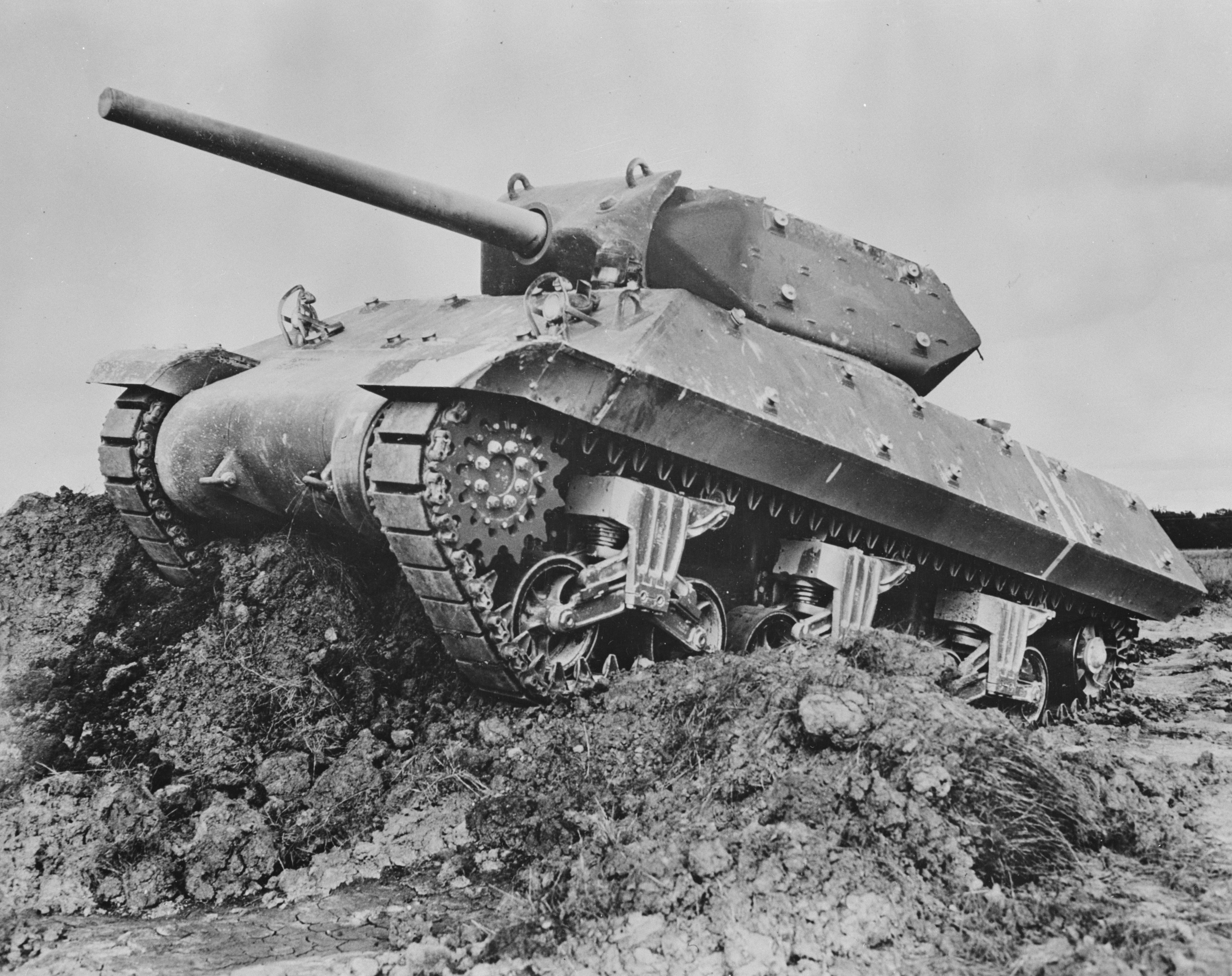
Chasseur de chars M10

En 1943, à 70 km à l'est de Dakar, Thiès était une localité du Sénégal, chef-lieu de Cercle, située sur la voie ferrée du "Dakar-Niger". Le groupement tactique colonial motorisé y tenait alors garnison. Il avait été constitué en 1941, succédant au régiment mixte d'infanterie coloniale d'AOF, unité de tradition de la garnison. Renforcé d'éléments européens en provenance notamment du BAICM de Ouakam et de deux sections de chars FT créées en novembre 1942 dans la presqu'île du Cap-Vert, puis par la suite de cadres et marsouins des différents territoires d'AOF, ainsi que de réservistes, l'unité donna naissance à l'éphémère 10e RCR (régiment colonial de reconnaissance) de la 10e DIC dissoute, puis au RMIC de reconnaissance. Ce dernier fut mis à l'entrainement sur du matériel assez disparate : camions Laffly, chars FT ... Il était alors commandé par le colonel Renucci dont l'adjoint était le lieutenant-colonel Schneider.

Sous les ordres du colonel Candau, le régiment fut dirigé sur le Maroc et cantonna à Casablanca où ses personnels furent affectés à la chaîne de montage du port, opérations de réception du matériel américain destiné à rééquiper l'armée française, du travail de "dockers".
Commandé dès lors par le colonel Rousseau, assisté du commandant puis lieutenant-colonel Charles, le RMICR de l'AOF fut dirigé fin 1943 sur le Camp Garnier à Rabat, où il prit la place du RICM.
Inspecté par le général de Lattre au début de 1944 lors d'une prise d'armes nocturne demeurée célèbre chez les anciens du régiment, il reçut de ce dernier l'assurance d'être transformé en unité blindée, la première de la Coloniale et, à ce titre, d'être présent au rendez-vous de la France à libérer.
Transféré à Martimprey-du-Kiss, au Nord d'Oujda, au Maroc oriental, le régiment, auquel avait été affecté un contingent d'évadés de France par l'Espagne, fut soumis à un entraînement intensif auprès des équipages du 11e RCA déjà pourvus de tank-destroyers M10.
 
En date du 1er mars 1944, l'unité reçut enfin son nom définitif, celui de régiment colonial de chasseurs de chars (RCCC) prenant ses cantonnements en Algérie, dans la région de Saint-Denis-du-Sig et notamment à Saint-Lucien.
Avant de percevoir le matériel tant attendu, le RCCC poursuivit son entraînement et sa préparation au combat auprès du 9e RCA de la 1re DB.
Dans l'enthousiasme général, le régiment perçut son équipement en avril 1944 : 36 tank-destroyers (TD) Ml0 - des automitrailleuses M8 de reconnaissance - des Jeep - des Dodge - des GMC - du matériel de ravitaillement en munitions, en gazole et de dépannage.
Dirigés vers les "areas" d'embarquement de la région de Fleurus, cadres et équipages, frémissant d'impatience, embarquèrent à Oran pour gagner la Corse où stationnaient les unités de la 9e division d'infanterie coloniale (9e DIC) à laquelle, unité de réserve générale, le RCCC allait lier son destin et dont le sort glorieux allait être le sien jusqu'au 8 mai 1945. 
Chronologie des principaux engagements du RCCC
Le dimanche 20 août 1944, venant du golfe d'Ajaccio, les détachements de pointe, 1er escadron, 3e escadron et éléments de l'EHR, débarquèrent à La Nartelle dans le golfe de Saint-Tropez. À partir de La Farlède, ce furent les premiers engagements pour l'attaque du camp retranché de Toulon, et les premiers morts et blessés, lors des attaques menées à la côte 79,2 - à La Valette, Beaulieu et Fontre, suivies du raid sur Toulon, par le fort Sainte-Catherine jusqu'à la place de la Liberté et l'arsenal terrestre. 
En septembre 1944, le RCCC atteignit le Doubs, ainsi que le RICM, en avant-garde des unités de la 9e DIC. L'un de ses pelotons pénétra dans Pont-de-Roide-Vermondans le 12. Dans la boucle du Doubs, le régiment connut pendant deux mois, offensives locales, patrouilles et gardes de nuit au contact de l'ennemi dans les secteurs de Clerval, Vermondans, La Prétière, la frontière Suisse, sous une pluie tenace, dans la boue, les inondations et les premières neiges. 
Le 14 novembre, la grande offensive fut lancée par la 1re armée, en direction de l'Alsace et du Rhin. Les très durs combats menés par le régiment lui permirent de maintenir l'axe Delle-Seppois soumis à de violentes contre-attaques de blindés lourds. Ses escadrons engagés à Suarce, Courtelevant, Friesen, Lepuix-Delle, Réchésy, Seppois, Ueberstrass, Largitzen, Hirtzbach et Waldighofen, y continrent les Jagd-panthers tentant de couper la route du ravitaillement des unités progressant en direction du Rhin et de Mulhouse dont les éléments du RCCC parvenus à Battenheim, en appui du RICM au nord de cette ville, théâtre de violents engagements. 
Le 30 novembre, en appui du 6e RIC, le RCCC participe à la prise de Village-Neuf et à celle d'Huningue. En décembre, il opère à Loechle, tête de pont ennemi sur la rive ouest du Rhin, ainsi qu'au nettoyage de la forêt de la Hardt. 
La bataille pour la réduction de la poche de Colmar, du 20 janvier au 9 février 1945, se déroula dans la neige, sur le verglas par un hiver très rigoureux où le thermomètre accusa -20 °C. Apportant le soutien de leurs tubes de 76,2 les escadrons du RCCC accompagnèrent les marsouins des 6e, 21e et 23e RIC dans leur sanglante progression parmi les mtelàermines m enfouies dans la neige et sous les tirs des Nebelwerfer les mortiers à six tubes, à Kingersheim, dans le secteur des mines de potasse, aux abords du Puits Anna, à Lutterbach, aux cités Kullman, Sainte Barbe et Wittenheim, localité détruite au cours de combats acharnés. 
Février 1945, l'Alsace était totalement libérée. Pour les unités, ce fut un repos bien mérité, la révision du matériel, des séances d'instruction à l'intention des stagiaires de l’école des cadres de Rouffach. Regroupé à Lingolsheim, près de Strasbourg, le RCCC entama le 2 avril 1945 son ultime campagne. Toujours en appui des régiments d'infanterie coloniale de la 9e DIC. 
Le RCCC ayant franchi le Rhin à Limersheim et à Mannheim, s'empara d'Hochstetten et de Linkenheim, ouvrant ainsi la route de Karlsruhe où ses éléments pénétrèrent le 4 avril, avant de s'engouffrer dans la plaine de Bade, faisant sauter le bouchon de Rastatt lors d'un violent engagement, aux côtés notamment du 6e RIC et du 81e RI. La ruée vers la frontière suisse fut marquée le 24 avril par la perte de deux TD à Lörrach, dernières victimes du régiment au terme de son périple des plages de Provence au lac de Constance, après avoir franchi le Rhin et atteint les rives du Danube. 
Le 8 mai 1945, le RCCC se regroupa dans la région d'Immendingen et de Donaueschingen avant de s'installer à Bad Dürrheim puis à Ravensbourg. 
Le drapeau, alors celui du RMIC de l'AOF, défila le 18 juin 1945 à Paris aux côtés de ceux de la 9e DIC et passa sous l'arc de triomphe. 
Bilan à la fin de la guerre
Le RCCC, constitué de 638 hommes, a perdu 94 tués et 228 blessés durant la campagne de libération de la France et de l'Europe.
Constitution en août 1944
Lors du débarquement en Provence en août 1944, le régiment comprend cinq escadrons, son ordre de bataille est alors le suivant :
- Chef de corps : colonel Rousseau
- Commandant en second : lieutenant-colonel Charles
- Adjoint: capitaine Stemsdoerfer
- Peloton de pionniers : lieutenant Petrochilo
- Escadron hors rang : capitaine Monborgne
- 1er escadron de reconnaissance : capitaine Charvet
- 2e escadron de chasseurs de chars : capitaine Deysson
- 3e escadron de chasseurs de chars : capitaine Maurel
- 4e escadron de chasseurs de chars : capitaine Lizambard

Les escadrons de chasseurs de chars comportent chacun
- un état major équipé d'une jeep et d'une automitrailleuse
- un peloton hors rang
- trois pelotons constitués chacun de quatre Tanks Destroyer répartis en deux groupes, une jeep et un Dodge pour le groupe de protection.

Les principaux matériels en dotation sont alors :
- 36 tanks destroyer M10,
- Automitrailleuse M8 au sein du 1er escadron,
- Half-Track,
- Tank recovery M31 véhicule de dépannage.

### Guerre d'Indochine
Le régiment met sur pied conjointement avec le CICAB (centre d'instruction colonial de l'arme blindée) le RBCEO (régiment blindé colonial d'Extrême-Orient) qui luttera à partir de 1950 en Indochine.

### Guerre d'Algérie
En Algérie, stationné à Boufarik, le RCCC fit partie de la 7e DMR puis fut transféré dans le Constantinois, vers le barrage électrifié, à Bir el-Ater. En 1959, il devint le 1er régiment blindé d'infanterie de marine (1er RBIMa) puis rapatrié à Vannes en janvier ou février 1963, il y fut dissous le 28 février 1963. Ses éléments furent versés au 3e RIMa.

## Traditions

### Devise
Partout aider, jamais chassé

### Drapeau
Le drapeau du régiment porte les inscriptions : 
- HAUTE-ALSACE 1944
- BADE 1945.

### Décorations
Pour son comportement durant la Seconde Guerre mondiale, le régiment obtint deux citations à l'ordre de l'armée qui lui ont conféré la fourragère aux couleurs de la Croix de guerre 1939-1945.

## Chefs de corps
- 1944 - 1944 : colonel Rousseau
- 1944 - 1947 : colonel Charles
- 1947 - 1947 : colonel Gilles
- 1947 - 1948 : lieutenant-colonel (colonel) Quilichini
- 1948 - 1949 : lieutenant-colonel Coste
- 1949 - 1950 : lieutenant-colonel (colonel) Paris de Bollardière
- 1950 - 1952 : lieutenant-colonel Kergaravat
- 1952 - 1953 : lieutenant-colonel Sarazac
- 1953 - 1954 : lieutenant-colonel Guezennec
- 1954 - 1956 : lieutenant-colonel (colonel) Maurel

## Personnalités ayant servi au sein du régiment
- Augustin Bourrat (1915-1986), Compagnon de la Libération.

### Sources
- La coloniale au combat - Régiment colonial de chasseurs de chars, édition Berger Levrault, 1946.
- Journal de marche et des opérations de l'unité sur le site RCCCinfo